# Roptria

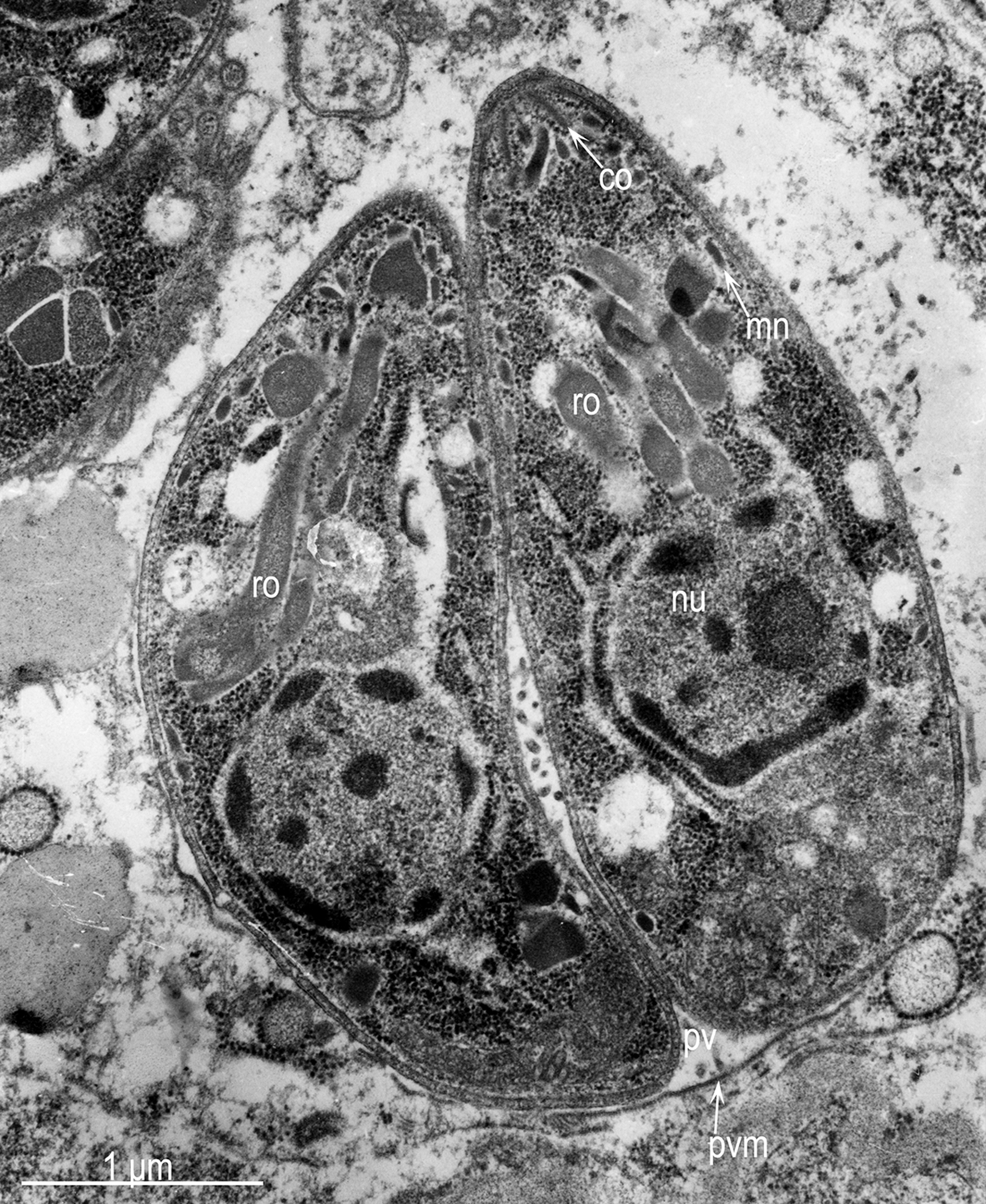
Taquizoítos de Toxoplasma gondii, microscopia eletrônica de transmissão. Roptrias: ro (clique para ampliar)

As roptrias são organelas secretoras especializadas de protozoários. São organelas em forma de clava ligadas por uma região afilada ao polo apical do parasita. Estas organelas, como as micronemas, são características do complexo apical, presente nas fases de motilidade de protozoários do filo Apicomplexa. Elas podem variar em número e forma e contêm numerosas enzimas, liberados durante o processo de penetração das células do hospedeiro. As proteínas que eles contêm são importantes na interação entre o hospedeiro e o parasita.